# Дампт, Жан
Жан Батист Огюст Дампт (фр. Jean Baptiste Auguste Dampt; 2 января 1854[…], Венаре-Ле-Лом — 26 сентября 1945[…], Дижон) — французский скульптор, медальер, краснодеревщик и ювелир; представитель ар-нуво (модерна).

## Биография
Родился в 1854 году в Венаре-Ле-Лом в семье краснодеревщика. 
Учился сперва в  Школе изящных искусств Дижона, затем, начиная с 1874 года, обучался ремеслу скульптора в Высшей школе изящных искусств Парижа, где его наставниками были Поль Дюбуа и Франсуа Жуффруа.
В 1876 году дебютировал на ежегодном салоне Общества французских художников.
В 1877 году получил Римскую премию второй степени в области скульптуры.
В 1919 году был избран академиком (действительным членом) Академии изящных искусств Франции по секции скульптуры.
Кавалер (1889), офицер (1900), и, наконец, командор (1926) ордена Почетного легиона.
Расцвет творчества Дампта пришёлся на эпоху ар-нуво (модерна), несмотря на то, что скульптор встретил её начало уже сравнительно немолодым человеком. Дампт работал не только с мрамором и бронзой, но также с золотом, серебром и слоновой костью; создавал ювелирные изделия и предметы мебели (или, по крайней мере, проектировал их). Работами Дампта восхищался Эмиль Верхарн, а предметы из Зала кавалеров, интерьер которого Дампт спроектировал для богатой аристократки, сегодня входят в собрание произведений искусства эпохи модерна в парижском музее Орсе. В том же музее хранятся и некоторые скульптуры Жана Дампта.
Скончался скульптор Дампт в 1945 году в Дижоне. 600 000 франков из своего состояния он завещал в качестве фондового капитала для выплаты ежегодной премии в области религиозной скульптуры. Помимо музея Орсе, коллекцией работ Дампта обладает Дижонский музей изящных искусств.

## Галерея

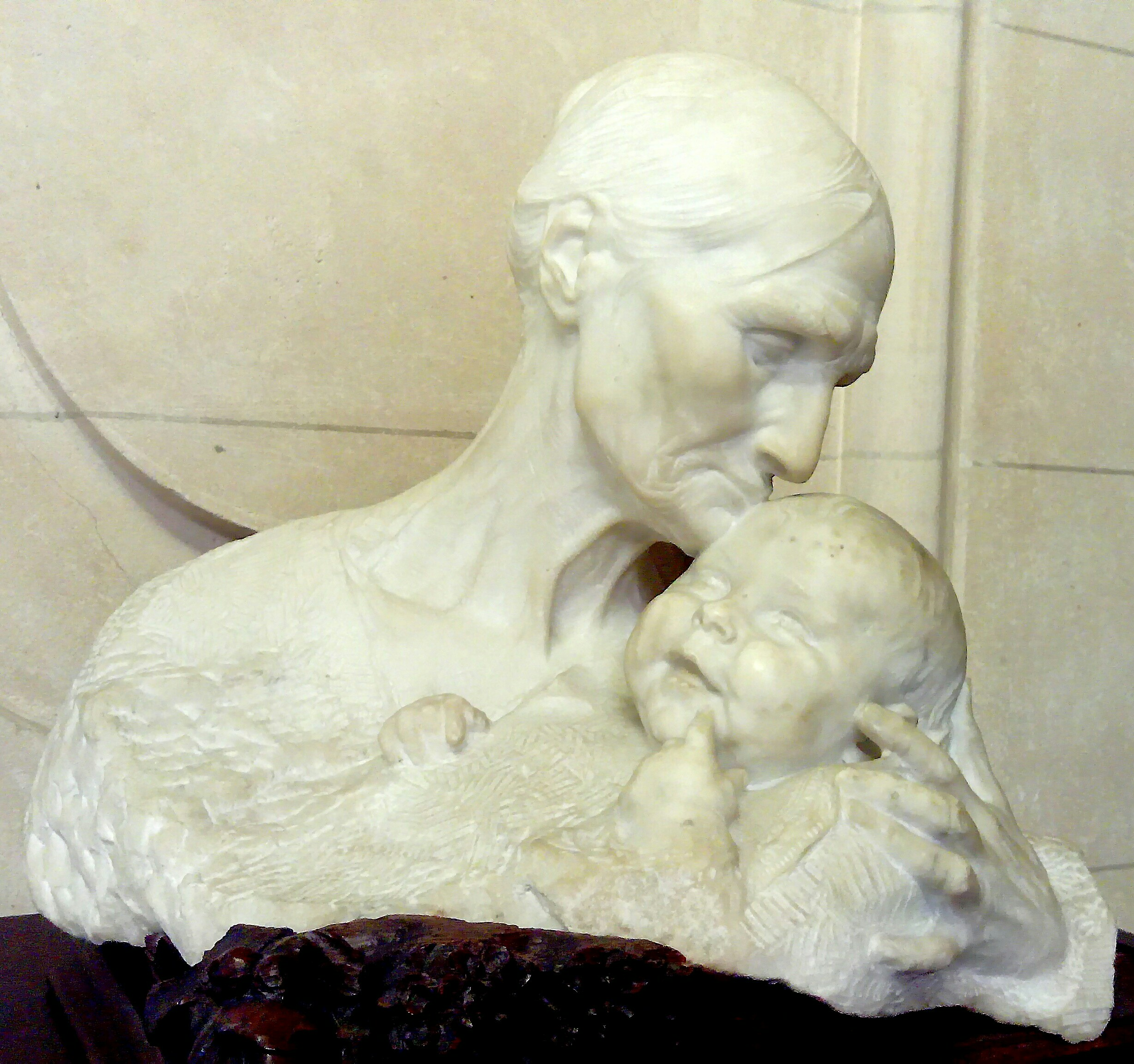
Поцелуй бабушки (1892), мрамор и дерево, музей Орсе, Париж
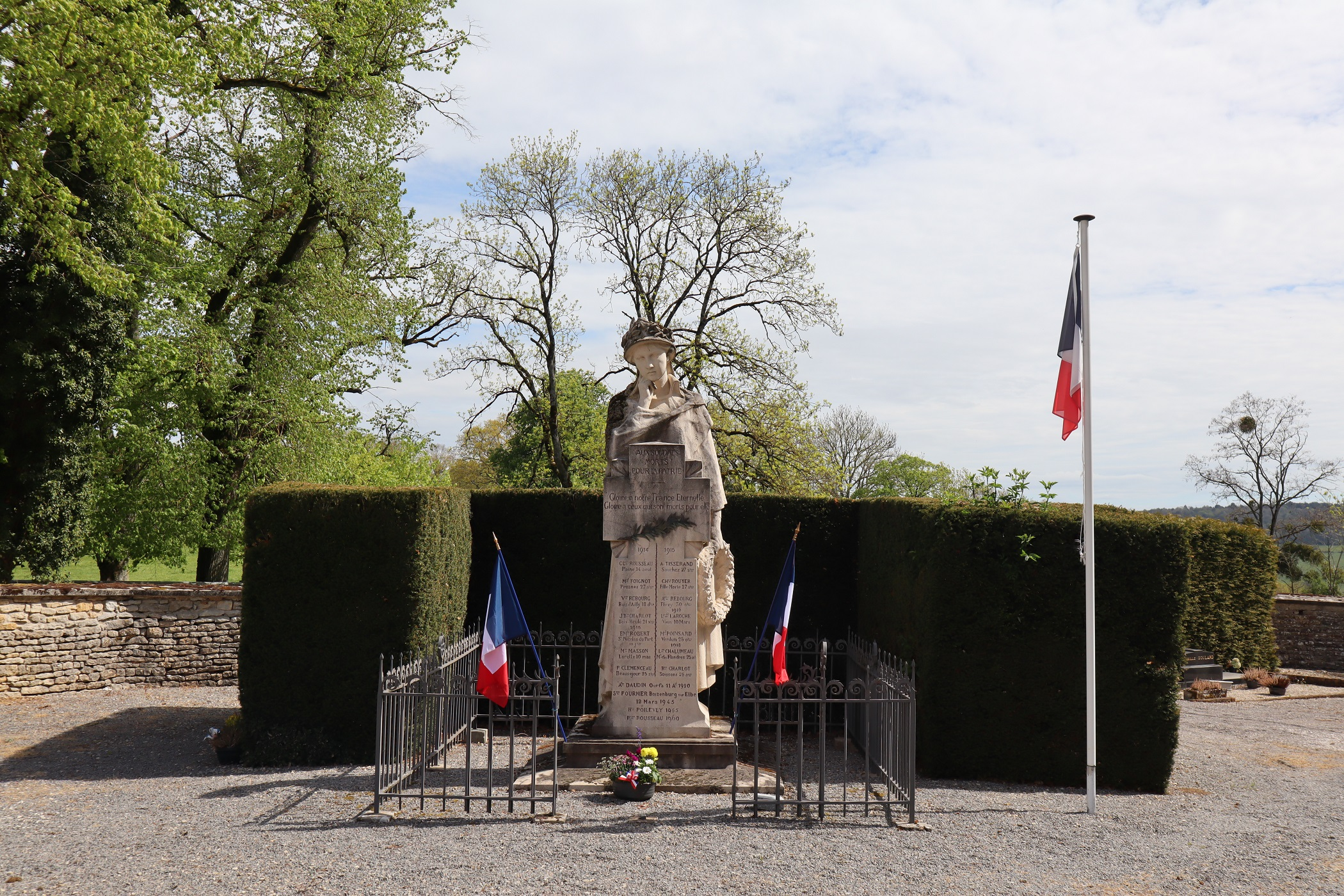
Военный мемориал героям Первой мировой войны, Гриньон (1919).
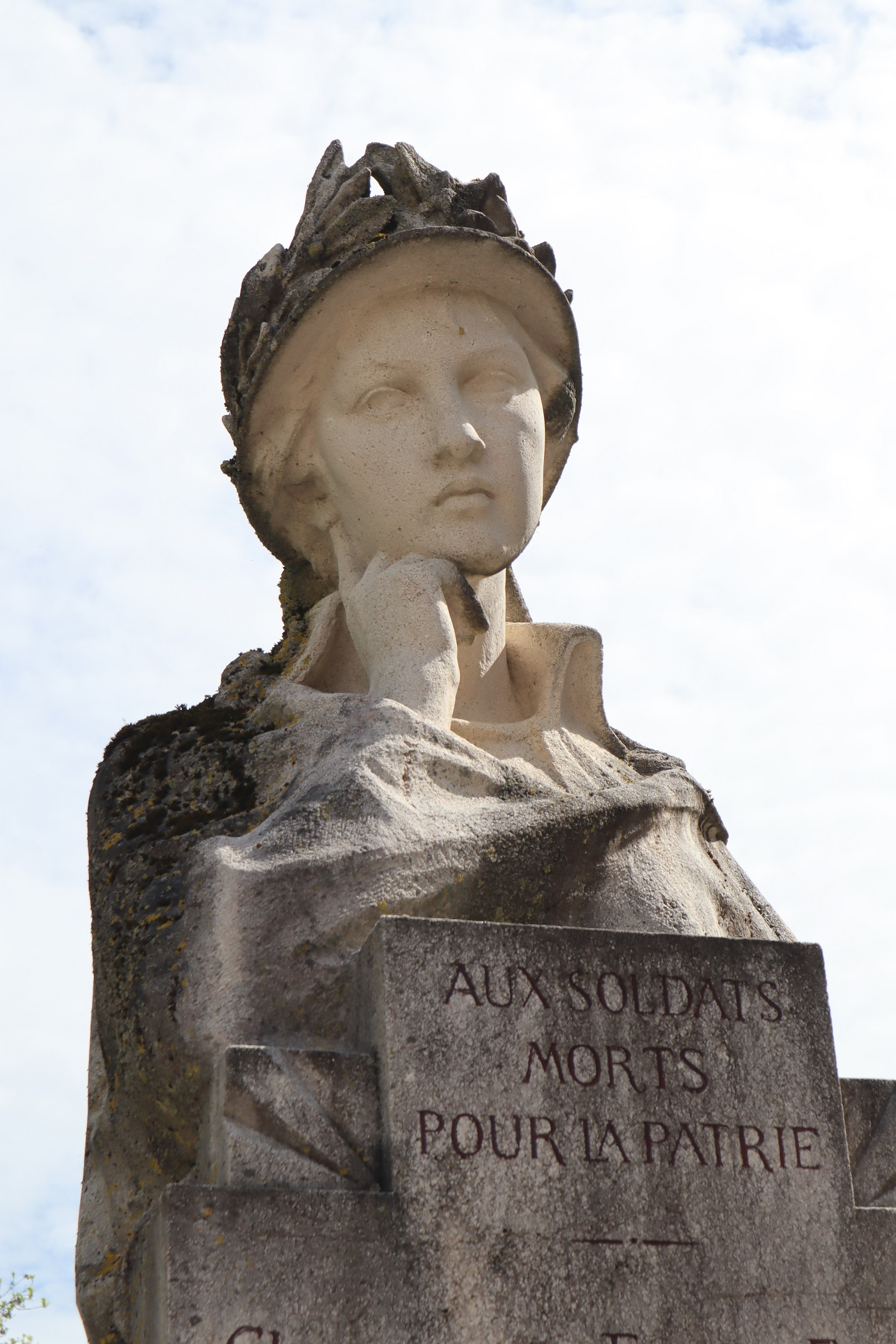
Военный мемориал в Гриньоне (деталь)
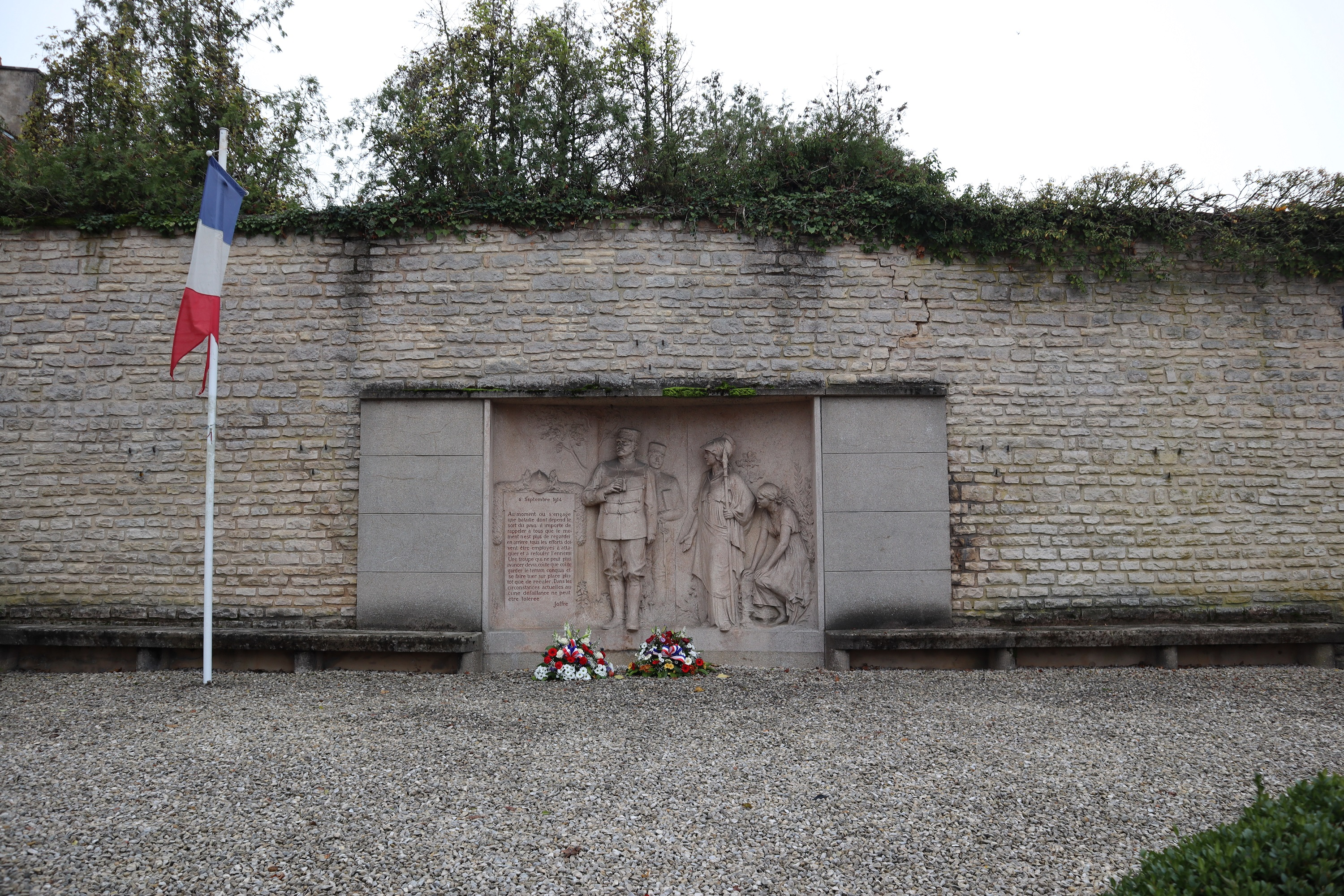
Памятник маршалу Жоффру, Шатийон-сюр-Сен
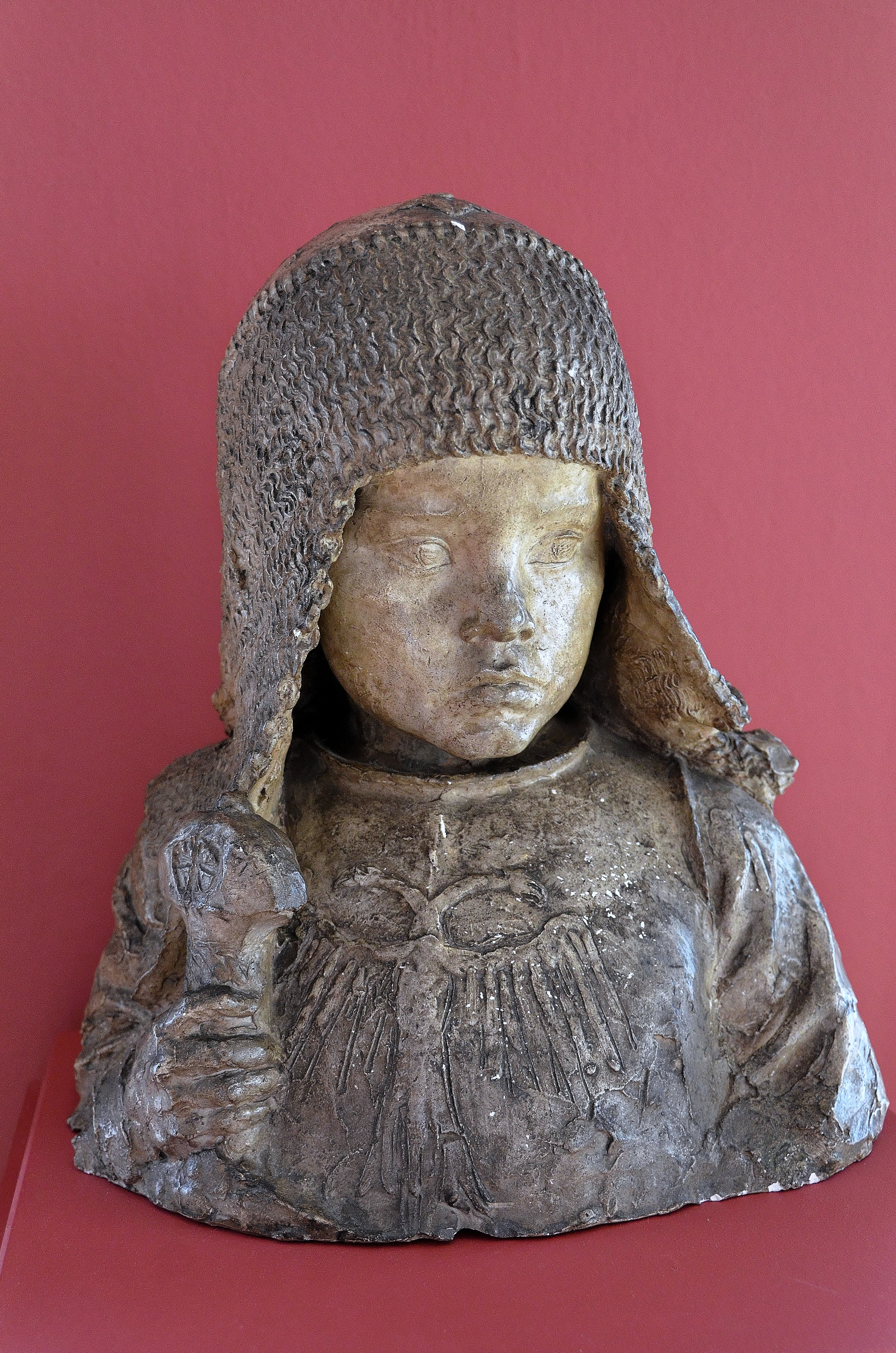
«Дюгеклен в детстве», Дижонский музей изящных искусств
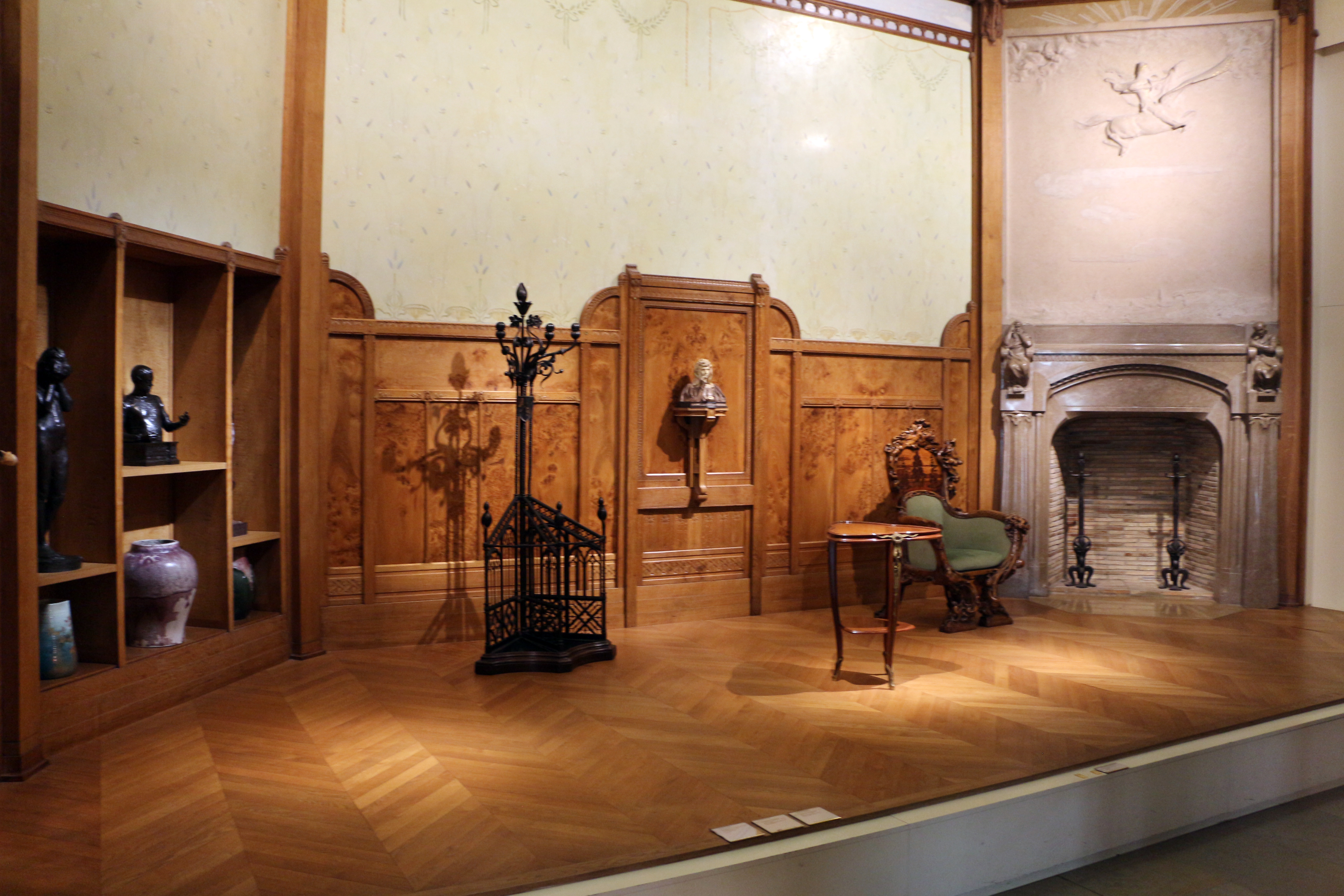
Фрагмент интерьера зала кавалеров, спроектированного Дамптом в экспозиции музея Орсе, Париж